# Tillandsia guenther-nolleri
Tillandsia guenther-nolleri là một loài thuộc chi Tillandsia. Đây là loài đặc hữu của México.